# ادینا (مینه‌سوتا)
ادینا (به انگلیسی: Edina) شهری در شهرستان هنپین ایالت مینه‌سوتا در کشور ایالات متحده آمریکا است که جمعیت آن در سرشماری سال ۲۰۱۰ میلادی، ۴۷۹۴۱ نفر بوده‌است.

## نگارخانه

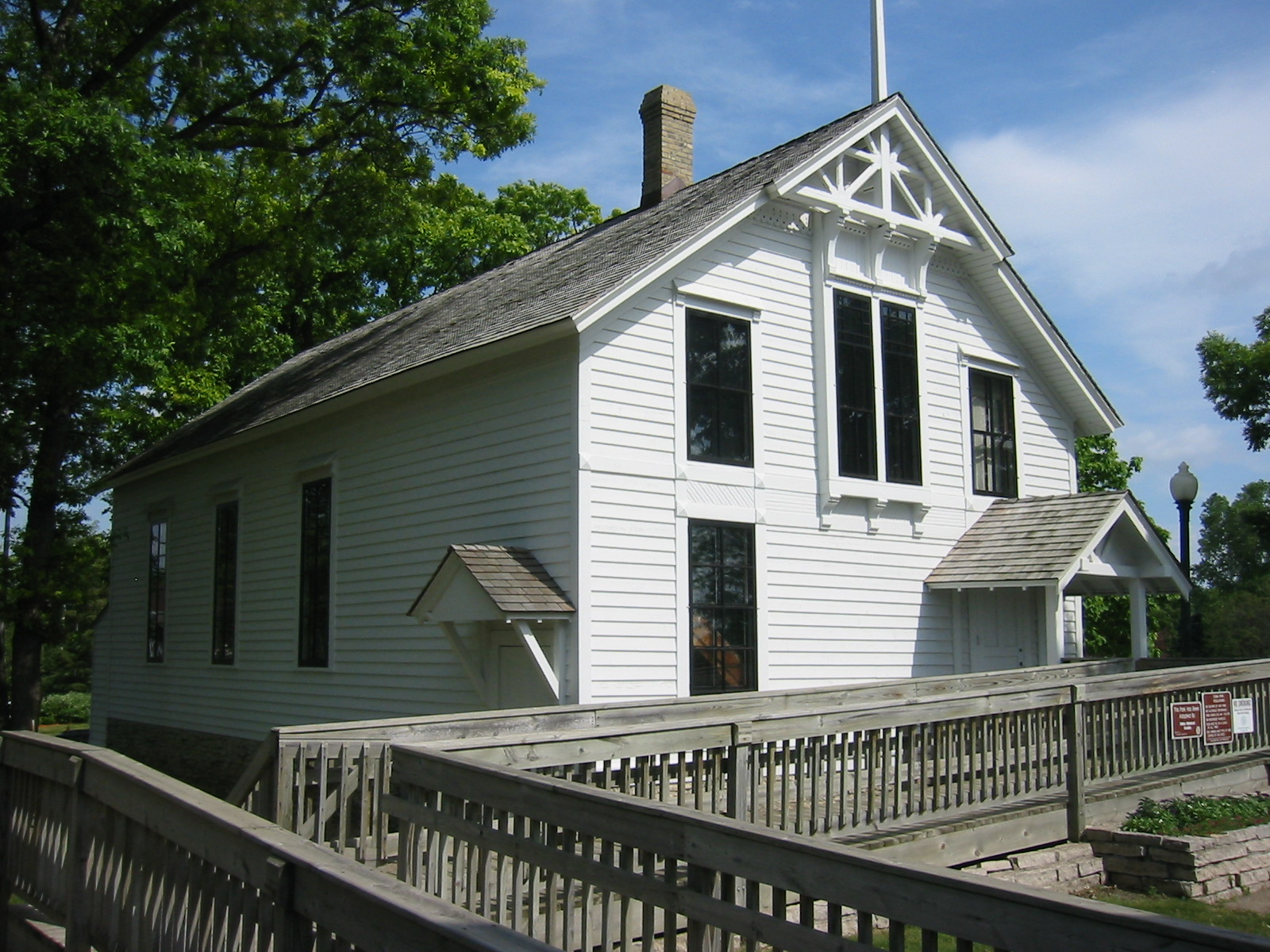
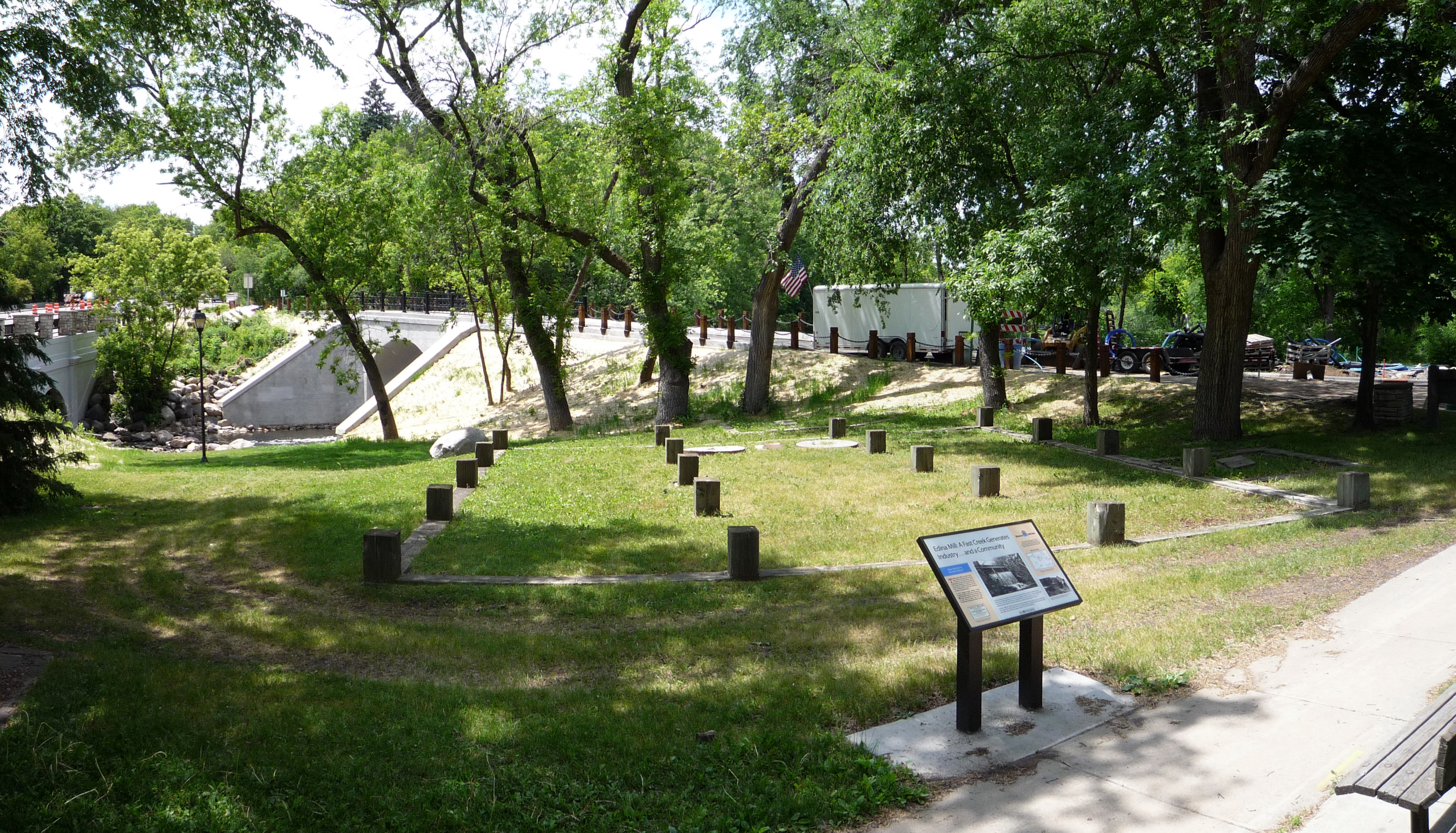
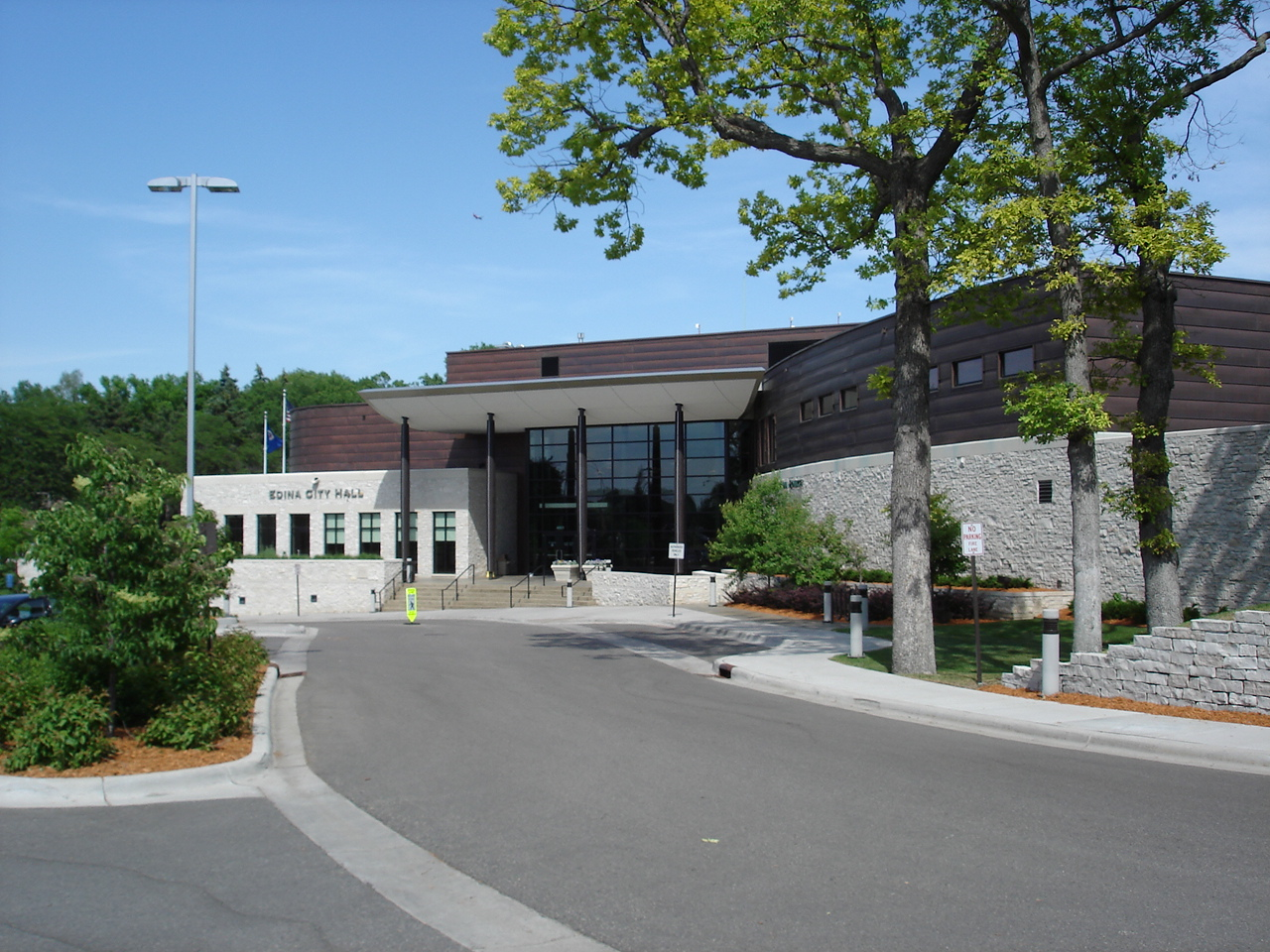